# 대구 동화사 칠성도
대구 동화사 칠성도(大邱 桐華寺 七星圖)는 대한민국 대구광역시 동구 도학동, 동화사에 있는 조선시대의 불화이다. 2012년 1월 30일 대구광역시의 유형문화재 제59호로 지정되었다.

## 개요
철종 8년(1857) 화승(畵僧) 응상(應相), 덕유(德裕), 채홍(采洪)에 의해 조성되었으며 중앙에 치성광여래좌상, 그 좌우에 일광보살입상과 월광보살입상을 배치하였다. 특히 삼존의 광배의장이 독특한데 본존불의 신광은 흰색과 붉은색, 녹색을 사용하여 빛을 발산하는 모습으로 나타내었고, 협시보살의 신광은 꽃무늬를 연결한 격자문을 표현한 것이 특징적이다.

## 같이 보기
- 동화사

## 참고 자료
- 대구 동화사 칠성도 - 국가유산청 국가유산포털